# Riu Ferlo
El riu Ferlo és un riu del Senegal, de curs estacional, que dona nom a la vall del Ferlo i al desert i regió de Ferlo, una zona semi-desèrtica del nord-est del Senegal. El riu és un afluent del Touey el qual al seu torn és afluent del Senegal. El Ferlo creua una regió de clima sahelià i sotmesa a una desertització progressiva; el riu era anteriorment afluent directe del Senegal, però després de l'assecament va esdevenir afluent del Touey. Durant l'estació de pluges alimenta el llac de Guiers.